# 鷹取站

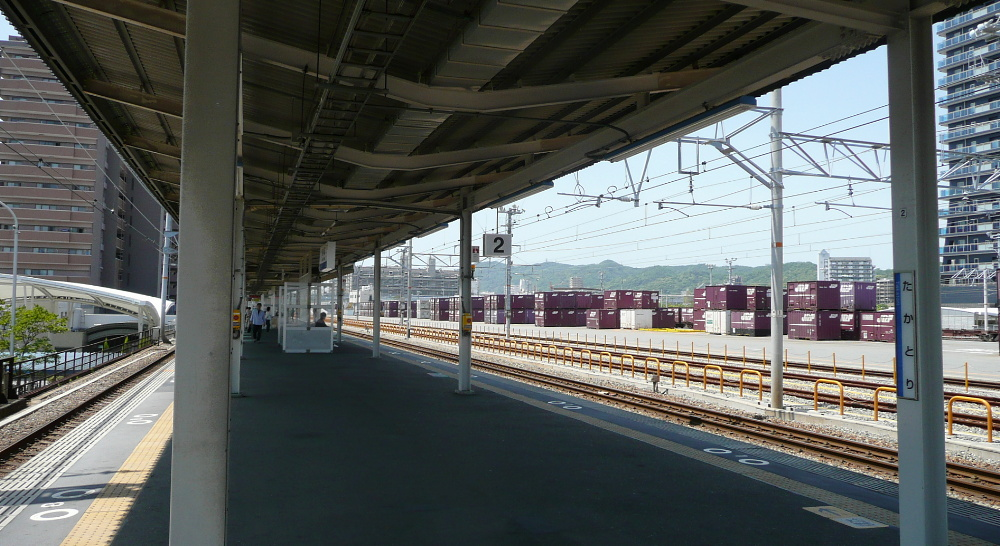
月台（2008年5月4日）

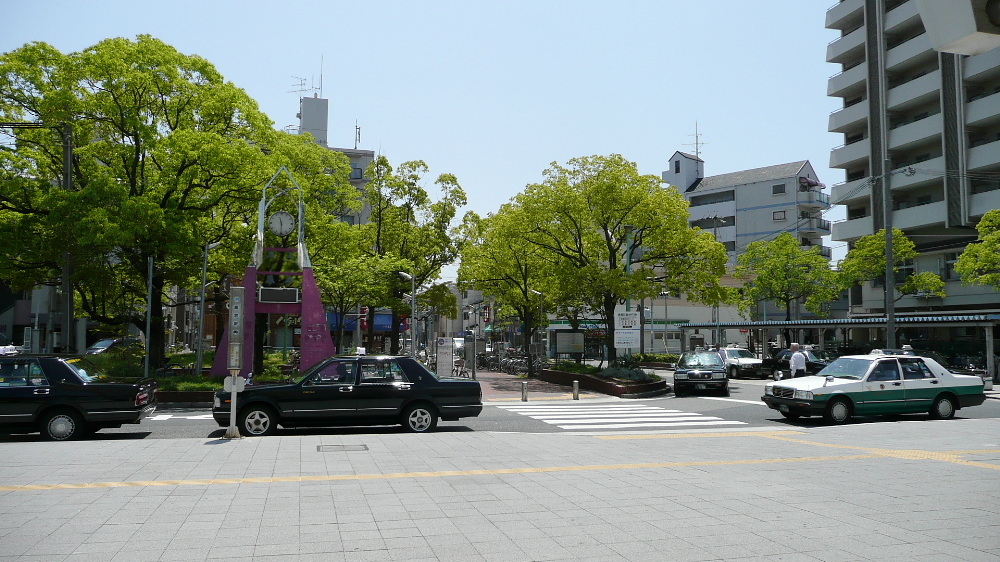
站前（2008年5月4日）

鷹取站（日语：／ Takatori eki */?）是位於兵庫縣神戶市須磨區大池町五丁目，西日本旅客鐵道（JR西日本）山陽本線（JR神戶線）的車站。車站編號為JR-A66。

## 歷史
此站在鷹取工廠啟用翌月啟用，使從業員方便通勤之用。鷹取站名是來自鷹取工廠（鷹取工廠的名稱來自該工廠可望見高取山〈鷹取山〉。）。在鷹取工廠設有地底通道前車站月台東邊，該地底通道只供從業員使用。
車站西南邊設有「鷹取町」地區，隨著周邊市區化的進行，在1924年（大正13年）此站地名為「大字東須磨」。而車站附近沒有一個地面為「鷹取」。
此站曾經設有棚車貨運月台（現時為神戶貨物總站，須磨區政廳遺址為「松風住宅」）。另外，在車站西邊設有分支點，分支的側線是一條專用線，向車站南邊的站前廣場繼續南下，與國道2號平面相交，到達海邊的昭和蜆殼石油神戶事業所與三菱石油神戶油庫。以用作運輸石油之用。現時遺址均變為停車場與商業用地。此外，現時站前的道路的彎位會看見當時路軌的型態。
此外，在車站北邊設有JR西日本鷹取工廠，發生阪神大地震後由於工廠受損以及改為市區復興項目臨時用地，因此遷移至網干綜合車輛所，在2000年3月31日關閉，為100年之間的歷史寫上句號。另外，除了鷹取工廠，還有和田岬線的車輛基地，在工廠關閉後車輛基地還存在，在翌年2001年7月1日和田岬線電氣化後，也同時關閉。
車站當初啟用時是位於神戶市野田村，在1966年（昭和41年）町區變更前後為長田區（之前為林田區）浪松町的一部分。現時為須磨區大池町一部分。

### 年表
- 1900年（明治33年）
  - 3月1日 - 開設鷹取工廠（日语：西日本旅客鉄道鷹取工場）。
  - 4月1日 - 山陽鐵道兵庫站至須磨站之間開設此站[1]。為旅客車站與貨運車站。
- 1906年（明治39年）12月1日 - 山陽鐵道國有化（日语：鉄道国有法），成為官設鐵道車站。
- 1909年（明治42年）10月12日 -  制定路線名稱。成為山陽本線車站。
- 1931年（昭和6年）10月10日 - 灘站至此站之的高架橋開始使用，兵庫站至此站之間成為三線鐵路。
- 1934年（昭和9年）7月20日 - 吹田站至須磨站之間開始電氣化運輸。
- 1938年（昭和13年）9月22日 - 兵庫站至此站之間成為五線鐵路。
- 1965年（昭和40年）3月28日 - 此站至西明石站之間成為四線鐵路。
- 1982年（昭和57年）2月1日 - 貨物起卸暫停。同時相關設備與專用線廢止。
- 1987年（昭和62年）
  - 3月31日 - 貨物起卸重開（但是，當時沒有貨物列車班次）。
  - 4月1日 - 伴隨國鐵分割民營化，車站由西日本旅客鐵道（JR西日本）、日本貨物鐵道（JR貨物）營運。
- 1988年（昭和63年）3月13日 - 制定路線別名「JR神戶線」。
- 1995年（平成7年）
  - 1月17日 - 發生阪神大地震，此站暫停營業。
  - 1月30日 - 神戶站至須磨站之間重開，此站再次營業。
- 1996年（平成8年）7月20日 - 日間於神戶站折返的普通列車延長至須磨站，使該時段的停車班次數目由每小時4班增至8班。
- 1997年（平成9年）2月16日 - 引入JR神戶線標準進站音樂「細波」。
- 2000年（平成12年）4月1日 - 鷹取工廠關閉，只剩下和田岬線車輛基地，名為網干綜合車輛所鷹取分所。
- 2001年（平成13年）7月1日 - 和田岬線電氣化，網干綜合車輛所鷹取分所關閉。
- 2002年（平成14年）7月29日 - 引入JR京都・神戶線運行管理系統（日语：アーバンネットワーク運行管理システム#JR京都・神戸線システム）。
- 2003年（平成15年）
  - 11月1日 - 此站可以使用IC卡ICOCA[2]。
  - 12月1日 - JR貨物鷹取站改名為神戶貨物總站（日语：神戸貨物ターミナル駅），實際上貨運服務重開。
- 2004年（平成16年）8月7日 - 車站重建。設置升降機、電梯。
- 2005年（平成17年）3月28日 - 車站北邊的站前廣場落成。
- 2007年（平成19年）3月18日 - 更新車站自動廣播（日语：駅自動放送）。
- 2015年（平成27年）3月12日 - 進站警告聲停止使用，進站音樂JR神戶線標準「細波」的音質變更[3]。
- 2018年（平成30年）3月17日 - 引入車站編號並開始使用[4]。

## 車站構造
車站是一座高架車站，設有1面2線的島式月台（只設於電車線）。閘口只有南邊1處，北邊設有高架橋下的行人通道來往。只有普通（各站停車）列車停站。
此站位於JR特定都區市內制度中，「神戶市內」的車站。在都市網絡範圍內的車站。此站可使用ICOCA與互相使用的IC卡。此站為直營車站，由神戶站管理。
此站曾經北邊設有西日本旅客鐵道鷹取工廠，當時設有停泊蒸氣機車與電氣機車，均隸屬於該工廠。此外，在車站前的地底通道設有蒸機關車相片和車輪以介紹該工廠。
另外，車站中間設置了貨櫃，使上行列車線與下行列車線之間有很大距離。

### 月台
| 月台 | 路線     | 上下行 | 方向                   |
| ---- | -------- | ------ | ---------------------- |
| 1    | JR神戶線 | 下行   | 西明石、姬路方向       |
| 2    | JR神戶線 | 上行   | 三之宮、尼崎、大阪方向 |

- 以上的路線名是使用旅客資訊上的名稱（別名、愛稱）。

## 時間表
在日間時段中，每小時設有8班列車。在早上繁忙時段會較多班次。

## 使用情況
根據《兵庫縣統計書》，在2018年（平成30年）度1日平均上車人次為8,130人。
以下為近年1日平均上車人次：
| 年度   | 1日平均 上車人次 |
| ------ | ---------------- |
| 1999年 | 7,954            |
| 2000年 | 8,071            |
| 2001年 | 8,013            |
| 2002年 | 8,023            |
| 2003年 | 8,235            |
| 2004年 | 8,211            |
| 2005年 | 8,699            |
| 2006年 | 9,147            |
| 2007年 | 9,287            |
| 2008年 | 7,858            |
| 2009年 | 7,707            |
| 2010年 | 7,782            |
| 2011年 | 7,912            |
| 2012年 | 7,925            |
| 2013年 | 8,203            |
| 2014年 | 8,107            |
| 2015年 | 8,185            |
| 2016年 | 8,086            |
| 2017年 | 8,030            |
| 2018年 | 8,130            |

## 車站周邊
車站南邊設有迴旋路與的士站。後期於北邊也有迴旋路，該處設有的士站與市巴士站。另外，在北邊的士站沒有的士等候，因此請使用南邊的士站或聯絡的士公司預約的士。
在車站南邊設有「鷹取站前商店街」，此站曾經最近須磨海濱水族園（該街被稱為「水族園之街」），商店街的街燈為「ILLUCOM STREET 水族園之街」和設有須磨海濱水族園海豚的標誌。在2008年3月15日起，該水族園最近車站轉為西邊的須磨海濱公園站，在2013年街燈與標誌撤走。
隨著北邊廣場再開發項目繼續進行，步行1分鐘的公寓已經落成。另外，再向北邊前進便到達櫻花勝地妙法寺川公園，從車站向北步行大約10分便到達板宿站。
兵庫縣的政府機關
- 神戸縣民中心（日语：神戸県民センター）西神戶廳舍
  - 神戶土木事務所
- 兵庫縣立女性家庭中心
- 兵庫縣立工業技術中心
- 兵庫縣須磨警署（日语：須磨警察署）
- 公益財團法人兵庫環境創造協會（前・縣立健康環境科學研究中心須磨廳舍，後來業務進行重整）

神戶市的政府機關
- 神戸市須磨區政廳
- 須磨區民中心
- 神戶市立須磨圖書館（日语：神戸市立須磨図書館）
- 神戶市立須磨體育館
- 神戶市須磨消防署
- 水道局西部中心
- 環境局須磨事業所

教育機構
- 神戶野田高等學校（日语：神戸野田高等学校）（共學校）（學校法人神戶野田學園） - 花樣滑冰坂本花織畢業生
- 神戶市立鷹取中學（日语：神戸市立鷹取中学校）
- 神戶市立太田中學（日语：神戸市立太田中学校）
- 神戶市立大池小學（日语：神戸市立だいち小学校）
- 神戶市立駒林小學（日语：神戸市立駒ケ林小学校）

金融機構
- 港銀行（日语：みなと銀行）鷹取出張所（長樂町） - 在2003年8月4日，銀行只設ATM服務。
- 山陰合同銀行 神戶西分店（野田町） - 2018年11月6日開業。
- 播州信用金庫（日语：播州信用金庫） 神戸西分店（大池町） - 2015年4月27日，遷移到此地。

郵便局
- 須磨郵局（日语：須磨郵便局）
- 神戶大田郵局
- 神戶本庄郵局（1989年（平成元年）3月6日由本庄町遷移至長樂町[6]，但是郵局沒有改名）
- 神戶海運郵局
- 神戶大橋郵局

商業設施
- Maruai（日语：マルアイ (食品スーパー)）（食品超級市場） 須磨若宮店
- MARUHACHI（日语：マルハチ）（超級市場） 鷹取店
- Toho（食品超級市場） 鷹取店
- LIFE（日语：ライフコーポレーション）（超級市場） 須磨鷹取店
- Nissho（日语：ニッショードラッグ）（藥店） 須磨大池店

宗教設施
- 鷹取Paper Dome紙教堂
- 以馬內利神戶基督教會
- 曹洞宗滿福寺

其他
- 昭和蜆殼石油（日语：昭和シェル石油） 神戶事業所
- JXTG能源 神戶油庫

以上石油設施曾經設有貨物専用線。

## 巴士路線
此站設有市巴士乘車處，在站前廣場（長田區）與北邊廣場（須磨區）均有迴旋路，但是只有北邊才有巴士站。
- <10（日语：神戸市バス松原営業所#10系統）> 經須磨區民中心　往須磨水族園/經板宿、新長田站　往須磨水族園
- <75(區)（日语：神戸市バス落合営業所#75系統）> 往妙法寺站前
- <110（日语：神戸市バス松原営業所#110系統）> 往板宿站 往神戶站前
- <112（日语：神戸市バス松原営業所#112系統）> 經前池町 往神戶站前

在須磨港（妙法寺川河口附近）與淡路市（當時為津名郡東浦町）的大磯港之間曾經航線（淡路渡輪艇），而須磨港至此站之間設有巴士路線運行，當時此站的巴士站位於南邊的站前廣場。但是在明石海峽大橋開通後該航線便廢止，連帶巴士路線也廢止。

## 其他
- 在《少年H（日语：少年H）》（妹尾河童著作）中，車站附近是少年H的家。
- 在阪神大地震中，此處被觀察記錄到最大搖晃（速度）的數值<ref>（页面存档备份，存于）<ref>。

## 相鄰車站
西日本旅客鐵道
 JR神戶線（山陽本線）
■新快速、■快速
通過
■普通（包括直通至JR東西線、學研都市線內的區間快速列車）
新長田（JR-A65）－鷹取（JR-A66）（神戶（貨））－須磨海濱公園（JR-A67）

## 外部連結
- 鷹取｜車站資訊：JR出門網 - 西日本旅客鐵道